# الكرامة (نصر النوبة)
قرية الكرامة هي إحدى القرى التابعة لمركز نصر النوبة في محافظة أسوان في جمهورية مصر العربية.